# Shtjefën Gjeçovi
Shtjefën Konstantin Gjeçovi-Kryeziu (serbokroatisch-kyrillisch Stefan Gečov, geboren am 12. Juli 1874 in Janjeva; gestorben am 14. Oktober 1929 in Zym westlich von Prizren, heutiges Kosovo) war ein katholischer Priester und Franziskaner, der als albanischer Ethnologe und Volkskundler bekannt geworden ist.

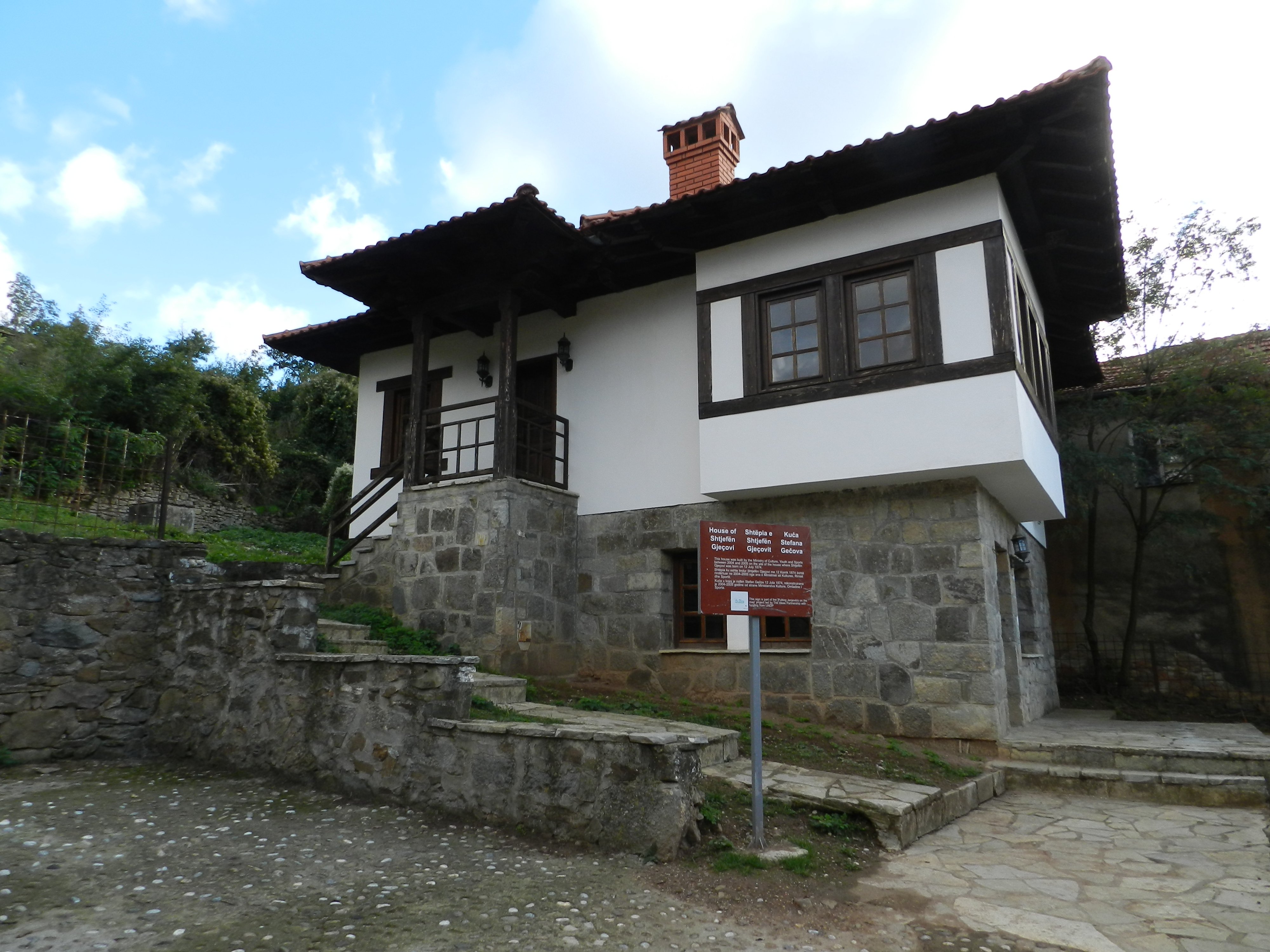
Das Haus von Shtjefën Gjeçovi in Janjeva ist heute ein Museum.

## Leben
Shtjefën Gjeçovi wurde in Janjeva im Kosovo, welches zu dieser Zeit zum Osmanischen Reich gehörte, geboren. Er erwarb seine Bildung bei den Franziskanern in Shkodra und in Bosnien, welches seinerzeit unter österreich-ungarischer Besatzung stand. 1888 trat er in den Franziskanerorden ein. Danach ging Gjeçovi 1896 als Priester und Lehrer in den Norden des damals osmanischen Albaniens, unter anderem in Laç, Theth und Rubik.
Gjeçovi war ein albanischer Nationalist, der sich stark für die albanische Kultur und Geschichte interessierte. Er publizierte regelmäßig zu Sprache, Ethnologie und Geschichte. Als Hobbyarchäologe interessierte er sich für illyrische Altertümer.:23
In den Jahren zwischen 1905 und 1920 sammelte Gjeçovi in ganz Nordalbanien eine Vielzahl an mündlichen Überlieferungen, Stammesgesetzen und Folklore der im Norden ansässigen albanischen Stämme, darunter die Lieder der Grenzkrieger (Këngë Kreshnikësh) und den Kanun des Lekë Dukagjinit (Kanuni i Lekë Dukagjinit), der von ihm erstmals vollständig erfasst und niedergeschrieben worden ist. Das Werk wurde auszugsweise zuerst in der Zeitschrift Albania, danach schrittweise in der Zeitschrift Hylli i Dritës (1913–1924) und postum 1933 als Buch publiziert.:24 Kritisiert wird dabei, dass er nur eine Auswahl von Normen veröffentlicht hatte, die für sein religiösen und politischen Überlegungen von Bedeutung waren.:27, 39
Am 14. Oktober 1929 wurde Gjeçovi in Zym im damaligen Königreich Jugoslawien, wo er seit Ende der 1910er als Priester tätig war, erschossen. Als albanischer Nationalist war er für das serbische Regime eine Bedrohung gewesen.:23

## Ehrungen
Das Haus in Janjeva, in dem Shtjefën Gjeçovi geboren wurde und aufgewachsen ist, ist heute ein Museum. Viele Schulen im Kosovo und Albanien tragen Gjeçovis Namen. Seit dem Jahr 2000 gibt es in Janjeva eine jährliche Veranstaltung unter dem Titel Auf den Spuren von Gjeçovi (Gjurmë të Gjeçovit) zu Ehren seines Werkes. Das Grab von Shtjefën Gjeçovi befindet sich in Karashëngjergj in der Nähe von Zym und zieht jährlich viele Besucher an.